# Облаци (филм)
„Облаци“ (на английски: Clouds) е американски биографичен музикален драматичен филм от 2020 г. на режисьора и продуцента Джъстин Балдони, по сценарий на Кара Холдън. Базиран е на мемоарната книга Fly a Little Higher: How God Answered a Mom's Small Prayer in a Big Way на Лаура Собиен. Във филма участват Фин Аргъс, Сабрина Карпентър, Мадисън Айсман, Нийв Кембъл, Том Еверет Скот и Лил Рел Хауъри, който последва живота на Зак Собиех.
Оригинално е насрочен да бъде театрално пуснат от Warner Bros. Pictures, но Дисни превзема правата за разпространение и пусна филма по тяхната стрийминг услуга Дисни+ на 16 октомври 2020 г.